# 解决
參數所指定的目標頁面不存在，建議更正成存在頁面或直接建立下列一個頁面（建立前請先搜尋是否有合適的存在頁面可以取代）：
- 解决 (崔健)

解决（英文：resolution）是音乐中的术语，音乐从不稳定（紧张）状态进行到稳定状态的过程被称作解决。
解决的种类有很多，它可以是不协和音程解决到协和音程；和弦外音解决到和弦音；音阶中不稳定的音级解决到稳定的音级；不稳定的和声功能解决到稳定的和声功能；也可以是同和声功能组中相对不稳定的和弦解决到相对稳定的和弦等等。

## 不协和音程的解决
不协和的和声音程相对于协和的和声音程来说是不稳定的，一般不协和音程都需要解决到协和音程。
不协和音的解决发生在它进行到协和音时。当解决被延迟或以意外的形式达成之时——当作曲家戏弄我们的预期感时——一种戏剧性的、意外的感觉就被创建了。——Roger Kamien (2008), p.41

### 二度
大二度和小二度多数情况下扩张解决，也就是低音下行并/或高音上行。但有时也收缩解决到同度。

### 与低音形成的纯四度
当低音声部与任意上方声部形成纯四度时，一般上方声部下行级进解决，形成三度。

### 七度
大七度和小七度多数情况下向内收缩解决，一般是上方音下行级进，上方音下行级进的同时下方音上行级进解决。

### 九度
大九度和小九度一般收缩解决，一般是上方音下行级进解决。但有时也可理解为二度，邃扩张解决。

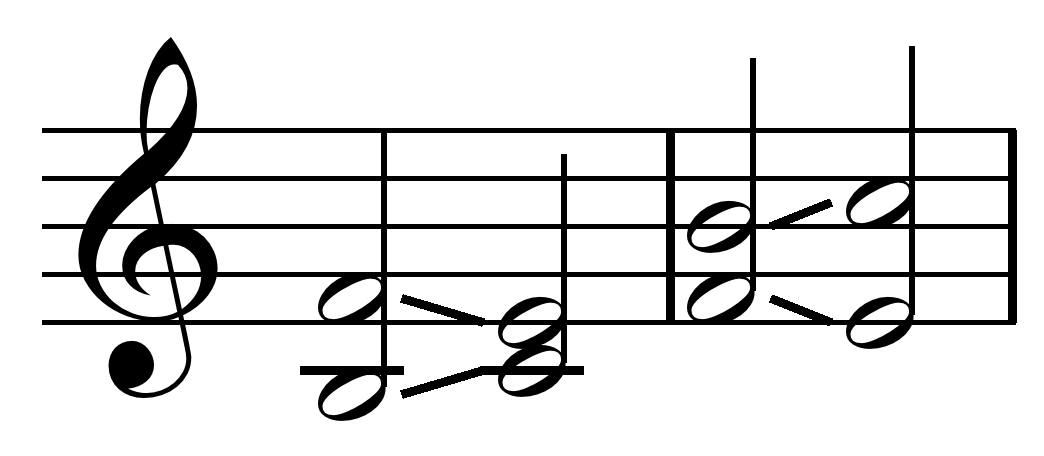
三全音的解决：减五度不协和音程向内级进解决到大三度；增四度向外级进解决到小六度。 or

### 减音程
减音程一般向内收缩解决，例如右图中减五度向内级进收缩解决成大三度。

### 增音程
增音程一般向外扩张解决，例如右图中增四度向外级进扩张解决成小六度。

## 和弦外音的解决
和弦外音有多重形式，一般都级进解决到临近的和弦音上。不同和弦外音有不同的解决方法，详见和弦外音词条。

## 不稳定音级的解决
音阶中导音是不稳定的，它有强烈的向主音的倾导性，故名导音。一般导音需要向上级进解决到主音，特别是在乐曲结尾处。

## 不稳定的和声功能的解决
大属功能组和声（如属和弦、属七和弦、导七和弦、导六和弦、加六音的属和弦等等）多不稳定，一般倾向于解决到主功能组和声（如主和弦、六级和弦等）。
小下属功能组的和声也可以直接解决到主功能组和声。
重属功能组的和声一般解决到属功能组和声。
如果在不稳定的和声功能向稳定的和声进行解决的时候，本应解决到的和声（也就是人们所期待的和声）被替换了，那么我们称这个进行为意外进行。

## 同功能组解决
同功能组中，不稳定的和弦可以解决到相对稳定的和弦上。
例如在属功能组中，导七和弦可以解决到属五六和弦上；导五六和弦可以解决到属三四和弦上；导三四和弦可以解决到属二和弦上；导二和弦可以解决到属七和弦上。